# Ernst Herdi
Ernst Herdi (* 28. Dezember 1890 in Walperswil, Schweiz; † 5. Dezember 1974 in Bern), heimatberechtigt in Holziken, war ein Schweizer Lehrer und Historiker.

## Leben
Ernst Herdi studierte Altphilologie, Germanistik und Geschichte in Bern und promovierte 1916 zum Dr. phil. Von 1917 bis 1965 war er Lehrer für Griechisch, Latein, Hebräisch und Alte Geschichte an der Kantonsschule in Frauenfeld und von 1944 bis 1954 deren Rektor. Von 1923 bis 1949 war er auch Vorstandsmitglied des Historischen Vereins des Kanton Thurgau und zudem von 1925 bis 1967 Mitarbeiter am Thurgauer Urkundenbuch sowie am Historisch-Biographischen Lexikon der Schweiz von 1926 bis 1934.
Herdis historiografisches Werk besticht durch originelle, oft sozial- und begriffsgeschichtlich orientierte Fragestellungen, souveräne Quellenkenntnis und meisterhafte Darstellungskunst.
Herdi war ab 1919 verheiratet mit Cécile Krebser. Ihr Sohn Fritz Herdi wurde 1920 geboren.

## Werke (Auswahl)
- Geschichte des Thurgaus, Frauenfeld 1941,[1] 1943.[2]
- Thurgauer Polizei einst und heute. Hundertfünfzig Jahre thurgauische Kantonspolizei. Fünfzig Jahre Verband der Kantonspolizei Thurgau, 1807–1957. Festschrift, Frauenfeld 1957.[3]
- Hie Thurgau – hie Eidgenossen. Gedenkschrift für die Schuljugend zur Feier der fünfhundertjährigen Zugehörigkeit des Thurgaus zur Eidgenossenschaft, herausgegeben vom thurgauischen Regierungsrat, Frauenfeld 1960.